# 에세크 칸
에세크(몽골어:Эсэхү, 혹은 额色庫 ? ~ 1424년)은 15세기 전반에 활약한 '돌번 오이랏'(오이라트 4부족 연맹)의 수장 중 한 명. 명나라의 사서에는 현의왕 태평이라고 적혀 있다.

## 생애

### 불분명한 가계
몽골 연대기의 하나, '시라 토지'에는 에섹은 '오이라트의 케레누트'의 오게치 하시하의 아들로 태어나 쵸로스의 배트라 무상을 죽이고 그 아내의 사물 공주를 빼앗은 것이 기록되어 있다. 또, 명조의 사료에는 15세기 전반에 「현의왕 태평」이라고 불리는 오이라트 부족 연합의 수장이 있었던 것이 기록되고 있지만, 「태평」을 몽골어로 번역하면 「에세크」 가 된다 때문에 에섹과 현의왕 태평은 같은 인물로 여겨진다.
《몽골원류》에는 그를 '부랴트 에세크'(布里牙特·額色庫)라는 이름으로 기술했다.《황금사》에 의하면 오이라트의 카안이라고 하여 그가 오이라트 출신이라 한다. 오이라다이는 몽골어로 보다, 분명하다, 명백하다는 뜻이고, '에세크'는 몽골어로 '태평'(太平)을 의미했다. 일설에는 명나라로부터 '현의왕'(賢義王)에 봉해진 '태평'(太平)을 그와 동일인물로 보는 설이 있다.

### 현의왕태평의 사적
1407년 몽골 고원에서는 티무르 아침에 망명하고 있던 쿠빌라이 가문의 오르제이 테물이 귀환했기 때문에, 알크타이 등이 오르크 테무르 한을 폐위해 오르제이 테물을 옹립한다는 사건이 일어났다. 이때 몽골고원의 혼란을 보고 찍은 영락제는 다시 마후무드, 타이핀, 바트보라도의 3명에게 사자를 파견해 명조로의 귀순을 호소했다.
오일랏 연합군이 우란 호슌에서 명군에게 패해 얼마 지나지 않아 그때까지 오이랏군의 지도적 지위에 있던 마후무드도 다시 사망했다. 타이핀은 다르박 한을 대신해 오이라다이 한을 옹립함으로써 오이라트 부족 연합을 통할 지위에 서, 오게치 하시하 이후 오랜만에 케레누트 집단이 오이라트의 지배 집단이 되었다. 대명조 강경정책은 마후무드가 주도해 가고 있었지만, 타이핀은 아사카와의 유화정책으로 옮겨졌기 때문에, 명조의 사람들은 마후무드에 비해 타이핀들은 부여하기 쉽다고 생각하고 있었다.
1424년 초에는 다시 현의왕 타이핀, 안락왕 바트 보라드, 순녕왕 토곤 등이 공동으로 명조에 사자를 파견했지만, 같은 해 중에 타이핀은 토곤 기습을 받아 죽이고, 타이핀이 비율 하고 있던 유목 집단은 붕괴해 일부는 명조의 감숙 북방으로까지 도망쳐 왔다. 타이핀의 지위는 아들의 네레그가 이어졌지만, 아버지처럼 세력을 부흥시킬 수 없고, 이윽고 오이라트 부족 연합 내에서는 토곤, 에센 부자가 절대적인 권력을 확립해 나가게 된다.

## 사후
북원 말기~청나라 초기의 몽골 역사가 사강 세첸은 우게치 카스하의 아들 에세크와 그를 혼동하였다. 그는 몽골 토르굿 부족의 조상 중 한 명입니다.